# Изпепеляване
„Изпепеляване“ е български телевизионен филм (социално-психологическа драма) от 2004 година на режисьора Станимир Трифонов, по сценарий на Йордан де Мео. Оператор е Емил Христов. Музиката във филма е композирана от Божидар Петков.

## Актьорски състав
| В главните роли                  | Изпълнител          |
| -------------------------------- | ------------------- |
| Калина Данева                    | Параскева Джукелова |
| доктор Енрико Корса              | Стефан Вълдобрев    |
| следователят Методи Стоев        | Деян Донков         |
| генерал от ДС                    | Васил Михайлов      |
| майор Куртев, началник на лагера | Николай Урумов      |
| старшината в лагера              | Валери Йорданов     |
| генерал Иван Вълков              | Светозар Неделчев   |
| анархиста Александър Иванов      | Йосиф Сърчаджиев    |
| Бушмена                          | Красимир Доков      |
| човечният агент Горан            | Йордан Биков        |
| Кръстьо                          | Георги Тодоров      |
| самоотверженият Ватев            | Васил Банов         |
| синът на Калина                  | Иван Ранков         |
|                                  | Валтер Торра        |
|                                  | Антоний Нечев       |
|                                  | Данаил Вучков       |
|                                  | Ернестина Шинова    |
|                                  | Марин Димитров      |
|                                  | Марко Серра         |
|                                  | Диего Скотти        |
|                                  | Огнян Жеков         |
|                                  | Светозар Ников      |
|                                  | Цветан Алексиев     |
|                                  | Радко Савов         |
|                                  | Детелин Кандев      |
| десетник в лагера                | Любен Чаталов       |
| Кофти                            | Марио Кръстев       |
|                                  | Симеон Викторов     |
|                                  | Николай Методиев    |
|                                  | Дмитрий Гачев       |
| майката на Калина                | Цветана Манева      |
|                                  | Димитър Димитров    |
|                                  | Катерина Горанова   |

### Награди
Награди на българската филмова академия
- Най-добър сценарий Йордан де Мео

Фестивал на българския игрален филм „Златна роза“
- Награда за най-добър филм
- Награда за най-добра мъжка роля на Стефан Вълдобрев
- Награда за най-добро операторско майсторство Емил Христов